# Tanaostigmodes velasquezi
Tanaostigmodes velasquezi är en stekelart som först beskrevs av Girault 1933.  Tanaostigmodes velasquezi ingår i släktet Tanaostigmodes och familjen Tanaostigmatidae. Inga underarter finns listade i Catalogue of Life.